# Петроније Максим
Петроније Максим (око 396 — 31. мај 455) је био римски сенатор и кратко време, током 455. године, цар Западног римског царства. Петроније је припадао сенаторском сталежу. Претор је постао око 411. године, а око 415. започео је каријеру у царској администрацији. Градски префект је био између 419. и 433. Те, 433. године по други пут је постао конзул.
Сукоб између Валентинијана III и Аеција је у много чему доприно паду Западног римског царства. Петроније Максим припадао је кругу великих противника Аеција и блиских сарадника цара. Коначно, Валентинијан III је организовао убиство Аеција, наговорен од својих дворјана, међу којима је Петроније Максим имао истакнуту улогу. Убрзо је и сам цар био убијен. Након Валентинијанове смрти није било изразитог кандидата за престо. Цар је постао Мајоријан, али само за кратко. Петроније Максим је успео да наговори Лицинију Евдоксију, удовицу Валентијана III да се уда за њега и на тај начин је себи обезбедио престо. 
Дошавши на власт, Петроније Максим је брзо именовао Авита на положај врховног заповедника војске (magister militum) и послао га у Тулуз да би добио подршку Визигота. Међутим, када је Авит тамо стигао, Петроније Максим је већ био мртав. Током два месеца владавине Петронија Максима, Гејсерих, вандалски краљ је напао Италију. То је изазвало панику у Риму и у метежу, Петроније Максим је био убијен. 
Три дана након смрти Петронија Максима, Гејсерих је ушао у Рим. Вандали су две седмице пустошили град и одводили становништво у ропство. На молбу папе Лава I пристали су да поштеде становништво убијања и да се ограниче на пљачку.